# Pycnarrhena insignis
Pycnarrhena insignis är en tvåhjärtbladig växtart som först beskrevs av Hatusima, och fick sitt nu gällande namn av Lewis Leonard Forman. Pycnarrhena insignis ingår i släktet Pycnarrhena och familjen Menispermaceae. Inga underarter finns listade i Catalogue of Life.